# Mártires (Misiones)
Mártires é um município argentino da província de Misiones, situado dentro do departamento de Candelaria. Se situa em uma latitude de 27° 26' sul e em uma longitude de 55° 23' oeste.
O município conta com uma população de 1.135, segundo o censo do ano 2001 (INDEC).